# Plavkina zagonetka
Plavkina zagonetka (eng. Blue's Clues & You!) je američko-kanadska animirana serija. Autor je Matthew Fernandes. Serija ima 1 sezonu od 13 epizoda po 22 minute. Premijerno je prikazan na Nickelodeonu 11. studenog 2019.

## Radnja
Ova serija ima voditelja uživo u animiranom svijetu. Serija ima novi proizvodni dizajn, a likovi (osim voditelja) digitalno su animirani, iako vizualni stil ostaje sličan stilu korištenom u izvornoj seriji.
Poput izvorne serije, Blue's Clues & You! ovisi o ugrađenim tišinama osmišljenim da potaknu sudjelovanje publike i onome što je The New York Times nazvao "izravnim obraćanjem koje poziva djecu predškolske dobi da se igraju zajedno s igrama i rješavaju male misterije". Producenti serije prepoznali su da je njezin povratak posljedica nostalgije i da iako su mala djeca imala više pristupa tehnologiji i bila su vizualnija od predškolske djece prije, i dalje su imala iste razvojne i emocionalne potrebe da "uspore".

## Glasovi
- Traci Paige Johnson - Blue
- Joshua Dela Cruz - Josh
- Doug Murray - Mailbox
- Liyou Abere - Sidetable Drawer
- Brad Adamson - Mr. Salt
- Gisele Rousseau - Mrs. Pepper
- Shechinah Mpumlwana - Paprika
- Jaiden Cannatelli - Cinnamon
- Leo Orgil - Shovel
- Jordana Blake - Pail
- Ava Augustin - Tickety Tock
- Jacob Soley - Slippery Soap
- Diana Selema - Magenta
- Steve Burns - Steve
- Donovan Patton - Joe